# Kostaryka na Letnich Igrzyskach Olimpijskich 2004
Kostarykę na Letnich Igrzyskach Olimpijskich 2004 reprezentowało 20 zawodników: 17 mężczyzn i 3 kobiety. Był to 12 start reprezentacji Kostaryki na letnich igrzyskach olimpijskich.

## Skład kadry

### Judo
Mężczyźni
- David Fernández – waga do 60 kg - odpadł w eliminacjach

### Kolarstwo górskie
Mężczyźni
- José Adrián Bonilla – wyścig indywidualny - 26. miejsce,

Kobiety
- Karen Matamoros – wyścig indywidualny - 23. miejsce

### Piłka nożna
Mężczyźni
- Neighel Drummond, Pablo Salazar, Michael Umaña, Roy Myre, José Villalobos, Junior Díaz, José Luis López, Pablo Brenes, Carlos Hernández, Eric Scott, Álvaro Saborío, Whayne Wilson, Warren Granados, Jairo Arrieta – 8. miejsce

### Pływanie
Kobiety
- Claudia Poll – 200 m stylem dowolnym - 10. miejsce,
- Claudia Poll - 400 m stylem dowolnym - 9. miejsce

### Strzelectwo
Kobiety
- Grettel Barboza – pistolet pneumatyczny 10 m - 35. miejsce

### Taekwondo
Mężczyźni
- Kristopher Moitland – waga powyżej 80 kg - 9. miejsce